# Pierfranco Gaviano
Pierfranco Gaviano (Carbonia, 24 gennaio 1960) è un politico italiano, nonché il primo presidente della breve storia della Provincia di Carbonia-Iglesias.
Insegnante, già esponente della Margherita e del Partito Democratico, dall'ottobre 2009 è in forza all'UdC. La sua carriera politica ha inizio a Carbonia, sua città natale, nel cui comune è stato assessore.

## Presidenza della Provincia di Carbonia-Iglesias
Nel 2005 si presenta come candidato presidente della coalizione di centrosinistra alle prime elezioni della neo costituita Provincia di Carbonia-Iglesias, venendo eletto al primo turno con il 54,8% dei voti nelle elezioni amministrative del 2005. A sostenerlo nel Consiglio Provinciale una coalizione inizialmente composta da:
- DS
- Margherita
- SDI
- PRC
- Partito Sardo d'Azione
- Progetto Sardegna
- UDEUR
- Comunisti Italiani
- Italia dei Valori

Nel corso del mandato, il 15 ottobre 2009 Gaviano lascia il Partito Democratico (cui era approdato dopo che La Margherita vi era confluita) per passare nell'UdC. Al termine del mandato non si ricandida alla presidenza della Provincia, correndo tuttavia per un posto da consigliere provinciale, senza però venire eletto.